# Henry King
Henry King (24. ledna 1886 – 29. června 1982) byl americký herec a filmový režisér. King byl dvakrát nominován na Oscara za nejlepší režii. Rovněž režíroval sedm filmů nominovaných na Oscara za nejlepší film.

## Kariéra
Než se dostal k filmu, pracoval jako herec v různých repertoárových divadlech a v roce 1912 začal hrát malé filmové role. Mezi lety 1913 a 1925 se objevil jako herec v přibližně šedesáti filmech. Poprvé režíroval v roce 1915 a stal se jedním z komerčně nejúspěšnějších hollywoodských režisérů 20. a 30. let. Byl dvakrát nominován na Oscara za nejlepší režii. V roce 1944 získal první Zlatý glóbus za nejlepší režii za film Píseň o Bernadettě. Nejčastěji spolupracoval s Tyrone Powerem a Gregory Peckem, především pro společnost 20th Century Fox.
Henry King byl jedním z 36 zakladatelů Akademie filmových umění a věd, která každoročně oceňuje nejlepší filmové počiny, a byl posledním žijícím zakladatelem. Během své kariéry režíroval více než 100 filmů. V roce 1955 získal King cenu George Eastman Award, kterou uděluje George Eastman House za význačný přínos filmovému umění.

## Osobní život a smrt
Henry King byl dvakrát ženatý, poprvé s Gyspy Abbottovou, která byla herečkou v Balboa Company. Vzali se v roce 1915 a měli tři děti, Franka, Johna a Marthu.
Zemřel doma ve spánku na infarkt ve věku 96 let. Byl pohřben spolu se svou druhou ženou Idou Davisovou v rodinné hrobce Davis Kingů na hřbitově Myrtle Hill Cemetery v Tampě na Floridě.

## Filmografie (výběr)

### Režie
- 23 1/2 Hours' Leave (1919)
- Tol'able David (1921)
- Chicago hoří (1937)
- A Yank in the R.A.F (1941)
- The Black Swan (1942)
- Pistolník (1950)
- Sněhy Kilimandžára (1952)
- Bravados (1958)
- Něžná je noc (1962)